# Las sílfides

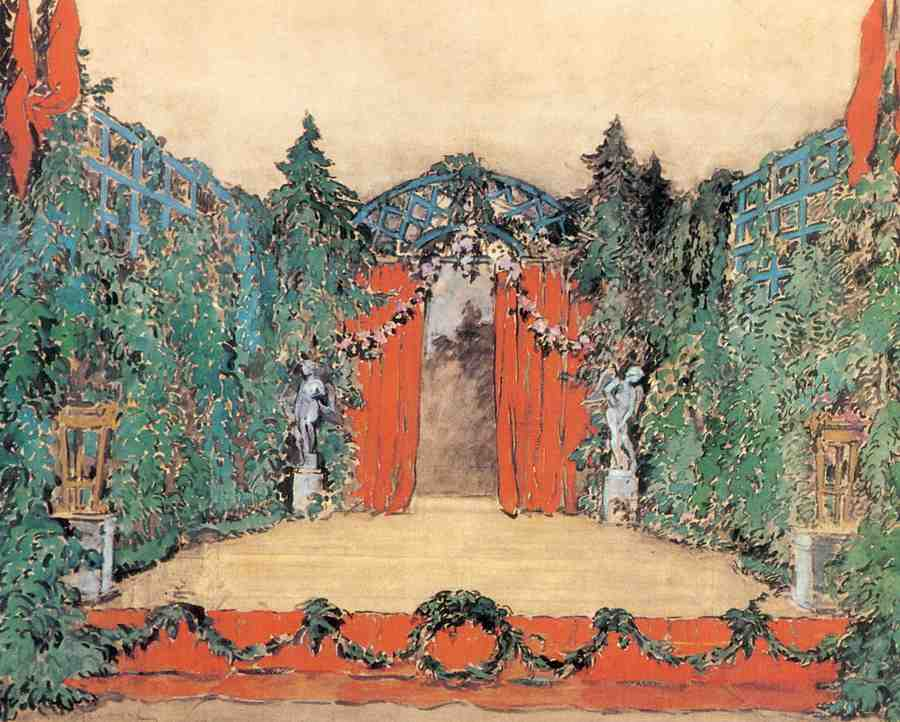
Boceto del decorado de Las sílfides por Alexandre Benois, 1909

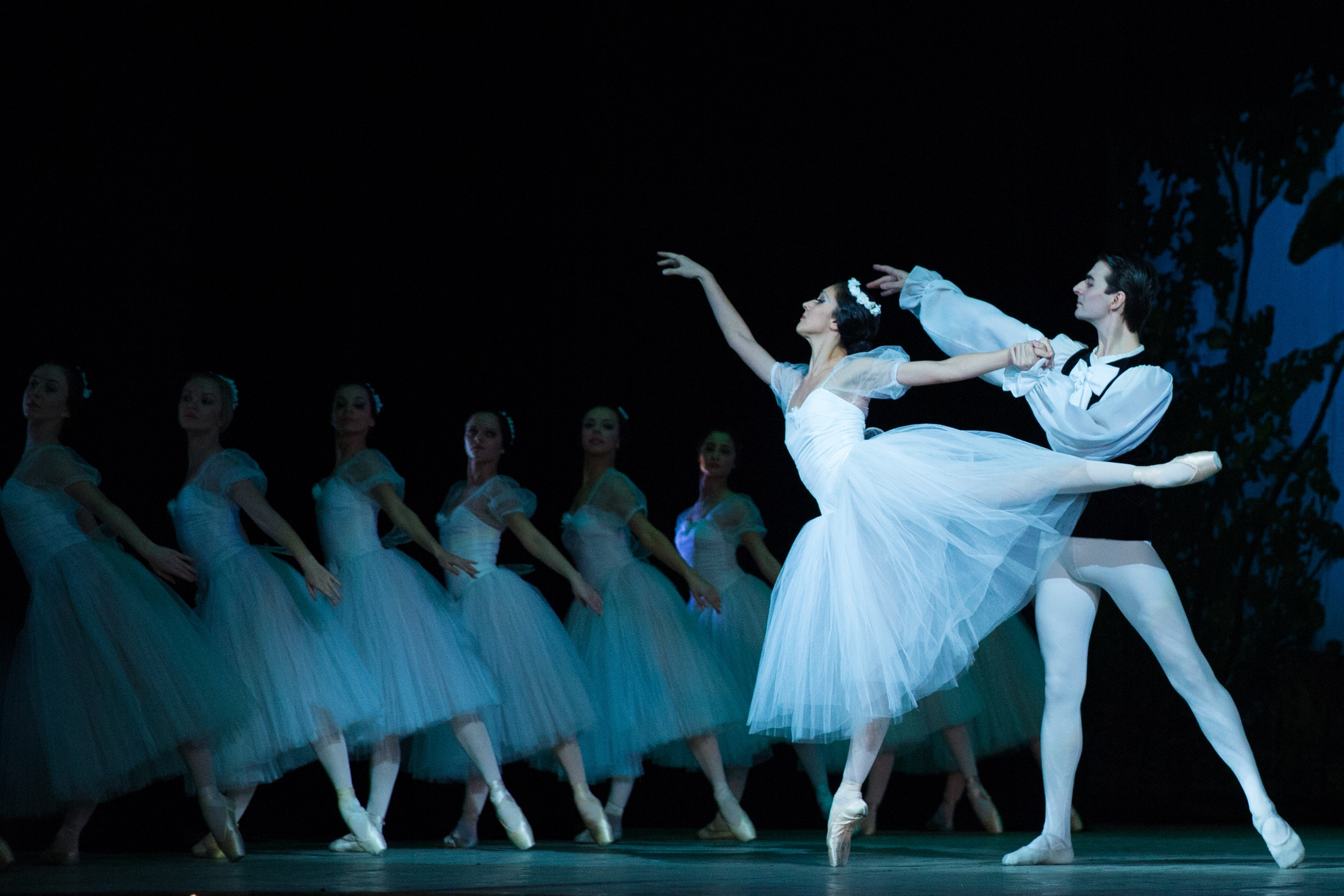
Escena de Las sílfides. Teatro de Ópera y Ballet Académico Estatal de Azerbaiyán, 2014

Las sílfides (en francés, Les Sylphides) es un ballet breve y no-narrativo en un acto coreografiado por Michel Fokine con música de Frédéric Chopin. Fue estrenado el 10 de febrero de 1907 en el Teatro Mariinski en San Petersburgo como Rêverie Romantique: Ballet sur la musique de Chopin o Chopiniana. Como Les Sylphides, el ballet fue presentado por primera vez el 2 de junio de 1909 en el Théâtre du Châtelet de París.

## Historia
El 2 de junio de 1909, Les Sylphides fue presentado por los Ballets Rusos de Serguéi Diáguilev para su primera presentación en París, con los bailarines principales Tamara Karsávina, Vaslav Nijinsky, Anna Pávlova y Aleksandra Báldina con decorados de Alexandre Benois, donde La Sylphide de Filippo Taglioni acababa de presentarse. Otra orquestación popular fue realizada por Roy Douglas en 1936.
En 1940, el American Ballet Theatre realizó la producción, y la comenzó el 11 de enero de aquel año en el Center Theatre en el Rockefeller Center. Es uno de los ballets frecuentemente presentado en todo el mundo.

## Características
El ballet, a menudo descrito como una «ensoñación romántica», fue el primer ballet que fue sólo eso. Les Sylphides no tiene trama, en su lugar consiste en muchas sílfides bailando en un bosque al claro de luna con el poeta o el joven. Fokine creó una coreografía de estilo romántico seguramente inspirado en La sílfide. Utilizando una técnica académica evolucionada, en aquella época, Fokine creó un ballet abstracto con la estructura del ballet romántico.

## Título original e interpretaciones
Bajo el título de Chopiniana, aún puesto en escena por Fokine, el ballet fue una composición musical ligeramente diferente. Esta versión incluía solo cinco obras de Chopin:
1. Polonesa en La mayor, op. 40, n.º 1,
2. Nocturno en Fa mayor, op. 15, n.º 1,
3. Mazurka en Do sostenido menor, op. 50, n.º 3,
4. Vals en Do sostenido menor, op. 64, n.º 2,
5. Tarantella en La bemol mayor, op. 43.

## Versión final
La versión final de este ballet, interpretado con el nombre de Les Sylphides agregó más piezas.
1. Polonesa en La mayor (algunas compañías lo sustituyen con el Preludio en La mayor)
2. Nocturno en La bemol mayor (op. 32, n.º 2),
3. Vals en Sol bemol mayor (op. 70, n.º 1),
4. Mazurka en Re mayor (op. 33, n.º 2),
5. Mazurka en Do mayor (op. 67, n.º 3),
6. Preludio en La mayor (op. 28, n.º 7),
7. Vals en Do sostenido menor (op. 64, n.º 2),
8. Gran Vals en Mi bemol mayor (op. 18, n.º 1).